# Långasjö (Vessige socken, Halland)
Långasjö är en sjö i Falkenbergs kommun i Halland och ingår i Ätrans huvudavrinningsområde.